# Joe Willock
Joseph George Willock, detto Joe (Waltham Forest, 20 agosto 1999) è un calciatore inglese, centrocampista del Newcastle Utd.

## Biografia
È fratello di Matty e Chris, anch'essi calciatori professionisti.

## Carriera

### Club
Cresciuto nel settore giovanile dell'Arsenal, esordisce in prima squadra il 20 settembre 2017, nel corso della partita vinta per 1-0 contro il Doncaster, valida per il terzo turno di Coppa di Lega, sostituendo all'84º minuto Reiss Nelson.
Il 1º febbraio 2021 viene ceduto in prestito al Newcastle Utd.
Il 13 agosto 2021 fa ritorno al Newcastle, questa volta a titolo definitivo.

### Nazionale
Ha giocato nelle nazionali giovanili inglesi Under-16, Under-19, Under-20 ed Under-21.

## Statistiche

### Presenze e reti nei club
Statistiche aggiornate al 26 aprile 2021.
| Stagione             | Squadra              | Campionato           | Campionato | Campionato | Coppe nazionali | Coppe nazionali | Coppe nazionali | Coppe continentali | Coppe continentali | Coppe continentali | Altre coppe | Altre coppe | Altre coppe | Totale | Totale | Totale |
| Stagione             | Squadra              | Comp                 | Pres       | Reti       | Comp            | Pres            | Reti            | Comp               | Pres               | Reti               | Comp        | Pres        | Reti        | Pres   | Reti   |        |
| -------------------- | -------------------- | -------------------- | ---------- | ---------- | --------------- | --------------- | --------------- | ------------------ | ------------------ | ------------------ | ----------- | ----------- | ----------- | ------ | ------ | ------ |
| 2017-2018            | Arsenal              | PL                   | 2          | 0          | FACup+CdL       | 1+3             | 0               | UEL                | 5                  | 0                  | CS          | 0           | 0           | 11     | 0      |        |
| 2018-2019            | Arsenal              | PL                   | 2          | 0          | FACup+CdL       | 1+0             | 2               | UEL                | 3                  | 1                  | -           | -           | -           | 6      | 3      |        |
| 2019-2020            | Arsenal              | PL                   | 29         | 1          | FACup+CdL       | 5+2             | 0+2             | UEL                | 8                  | 2                  | -           | -           | -           | 44     | 5      |        |
| 2020-gen. 2021       | Arsenal              | PL                   | 2          | 0          | FACup+CdL       | 0+2             | 0               | UEL                | 5                  | 3                  | CS          | 1           | 0           | 10     | 3      |        |
| Totale Arsenal       | Totale Arsenal       | Totale Arsenal       | 35         | 1          |                 | 14              | 4               |                    | 21                 | 6                  |             | 1           | 0           | 71     | 11     |        |
| gen.-giu. 2021       | Newcastle Utd        | PL                   | 14         | 8          | FACup+CdL       | -               | -               | -                  | -                  | -                  | -           | -           | -           | 14     | 8      |        |
| 2021-2022            | Newcastle Utd        | PL                   | 29         | 2          | FACup+CdL       | 1+1             | 0               | -                  | -                  | -                  | -           | -           | -           | 31     | 2      |        |
| 2022-2023            | Newcastle Utd        | PL                   | 33         | 3          | FACup+CdL       | 1+7             | 0               | -                  | -                  | -                  | -           | -           | -           | 41     | 3      |        |
| Totale Newcastle Utd | Totale Newcastle Utd | Totale Newcastle Utd | 76         | 13         |                 | 10              | 0               |                    | -                  | -                  |             | -           | -           | 86     | 13     |        |
| Totale carriera      | Totale carriera      | Totale carriera      | 111        | 14         |                 | 24              | 4               |                    | 21                 | 6                  |             | 1           | 0           | 157    | 24     |        |

## Palmarès

### Club

#### Competizioni nazionali
- Coppa d'Inghilterra: 1

Arsenal: 2019-2020
- Community Shield: 2

Arsenal: 2017, 2020
- Coppa di Lega inglese: 1

Newcastle: 2024-2025

### Individuale
- FA Premier League Player of the Month: 1

2020-2021 - Maggio